# Klavdija Koženkova
Klavdija Koženkova, z domu Korniuščenko (ros. Клавдия Игнатьевна Коженкова, Kławdija Ignatjewna Kożenkowa; ur. 22 marca 1949 w Jeziorosach) – radziecka wioślarka narodowości litewskiej, srebrna medalistka olimpijska z Montrealu (1976), dwukrotna medalistka mistrzostw Europy.
W 1976 roku wystąpiła na igrzyskach olimpijskich w Montrealu, podczas których wzięła udział w jednej konkurencji – rywalizacji ósemek. Reprezentantki Związku Radzieckiego (w składzie: Lubow Tałałajewa, Nadieżda Roszczina, Klavdija Koženkova, Ołena Zubko, Olha Kołkowa, Nelli Tarakanowa, Nadija Rozhon, Olha Huzenko i Olha Puhowśka) zdobyły w tej konkurencji srebrny medal olimpijski, uzyskując w finale czas 3:36,17 i przegrywając jedynie z osadą z Niemieckiej Republiki Demokratycznej. W pierwszej rundzie uzyskały rezultat 3:00,19, dzięki czemu poprawiły ówczesny rekord olimpijski.
W 1966 roku zdobyła srebrny, a w 1967 roku złoty medal mistrzostw Europy w ósemkach. W tej samej konkurencji w 1966 roku w Kijowie zdobyła brązowy, a w 1967 i 1968 roku w Szawlach złote medale mistrzostw Związku Radzieckiego. W 1966 i 1968 roku w Trokach triumfowała w mistrzostwach Litwy.